# Haustenbecker Straße

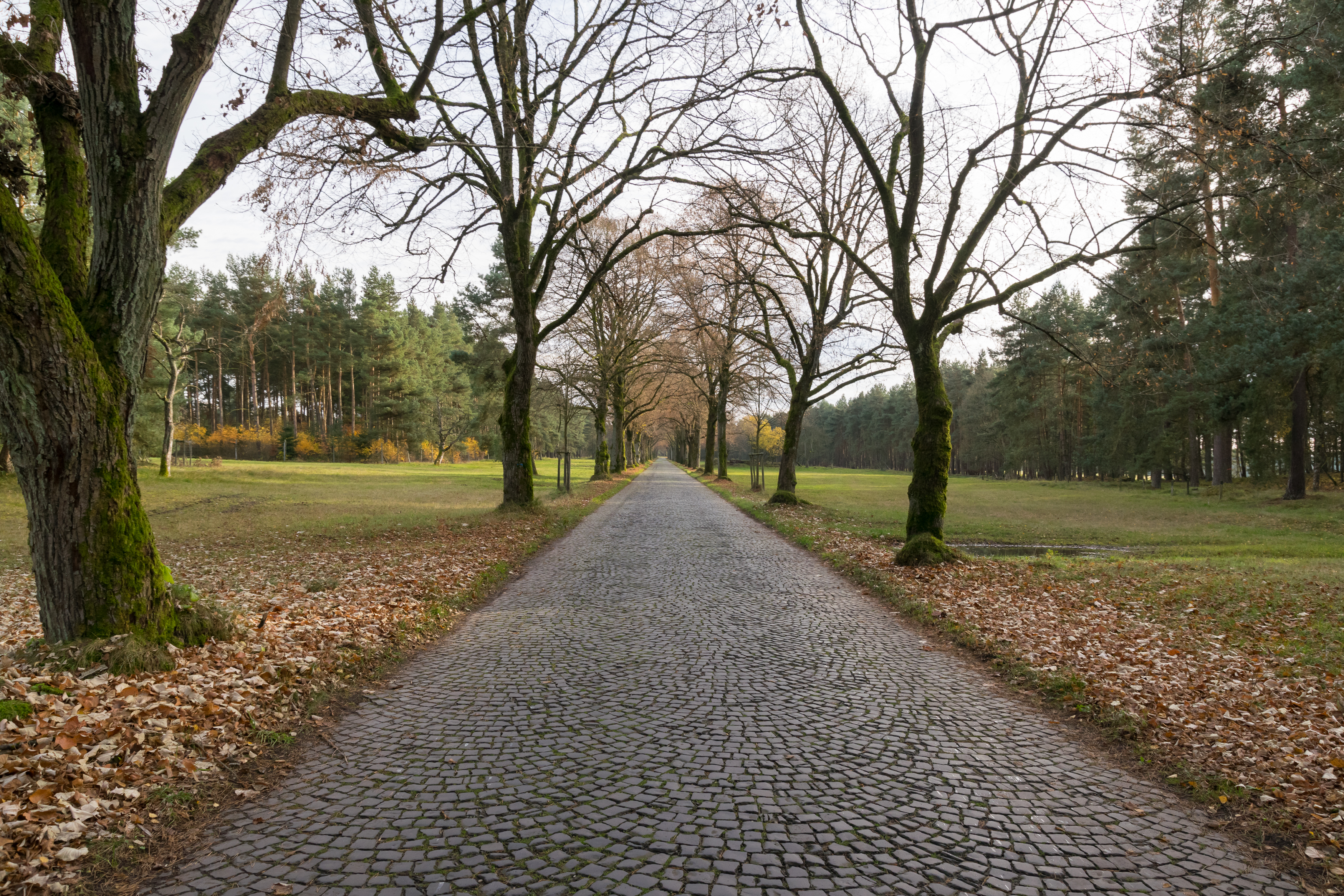
Haustenbecker Straße bei Haustenbeck

Die Haustenbecker Straße ist eine denkmalgeschützte Straße im Kreis Lippe, die von Augustdorf durch Haustenbeck nach Oesterholz führt. Sie bildet einen Abschnitt der nordrhein-westfälischen Landesstraße L 942 und durchläuft den Truppenübungsplatz Senne. Aufgrund der dort stattfindenden Militärmanöver ist sie nur zu ausgewiesenen Zeiten passierbar.

## Geschichte
Die Straße von Augustdorf nach Haustenbeck wurde als Haustenbecker Allee 1880 im Urkataster des Fürstentums Lippe eingemessen. Die beidseitige, einreihige Lindenallee auf einer Länge von rund 4,3 Kilometern entstand um 1920. Das Basalt-Kopfsteinpflaster stammt aus den Jahren 1937–39, also aus einer Zeit, in der die Auflösung Haustenbecks zur Erweiterung des Truppenübungsplatzes stattfand.
Im Frühjahr 2003 wurden an etlichen Linden schwere Schäden festgestellt. Zur Erhaltung der Allee wurden 18 Bäume gefällt und 27 zurückgeschnitten, bis zum Jahr 2005 wurden 164 neue Linden gesetzt, um entstandene Lücken zu füllen.
Die Lindenallee war 2013 Allee des Jahres des BUND. Durch den geringen Straßenverkehr, die Pflasterung und die alten Bäume sei sie als Naturraum besonders wertvoll. Die Straße ist sowohl in der Augustdorfer als auch in der Schlänger Denkmalliste geführt.

## Verlauf
Die L 942 beginnt als Stukenbrocker Straße im Westen Augustdorfs an der L 758. Nach rund 700 Metern und einer Rechtskurve nimmt sie den Namen Haustenbecker Straße an. Vom Rande des Truppenübungsplatzes in Augustdorf verläuft sie fast gerade südlich bis zur ehemaligen Siedlung Haustenbeck. Auf diesem Teilstück liegt die denkmalgeschützte Allee. In Haustenbeck knickt sie nach Querung des Haustenbaches nach Ost-Nord-Osten ab entlang des Bachlaufes, führt durch die ehemalige Randsiedlung Haustenbeck und knickt vor dem östlichen Teutoburger Wald ein weiteres Mal ab, diesmal in südöstlicher Richtung, um dann am Ortsrand von Oesterholz das Übungsgelände zu verlassen. Hinter Oesterholz mündet die Haustenbecker Straße auf die Fürstenallee (L 937).